# Maria Gabriella Pasqualini
Maria Gabriella Pasqualini (Roma, 26 marzo 1944) è una storica italiana.

## Biografia
Laureata nel 1966 in Scienze Politiche all'Università La Sapienza di Roma. Ha insegnato per 40 anni, dapprima "Storia e Istituzioni dei Paesi afro-asiatici" nell'Università di Perugia (ad eccezione di una parentesi decennale, 1974-1984, per il Ministero degli Affari Esteri quale addetto culturale nelle ambasciate italiane in Iran, Francia e Messico) e poi "Storia e Istituzioni dell'Africa Mediterranea e del Vicino Oriente" all'Università di Palermo (1992-2006).
È docente dal 2000 alla Scuola ufficiali carabinieri a Roma.
Specialista di storia militare e dei servizi segreti, ha pubblicato su questi temi un corpus di studi di diversi volumi, per lo Stato maggiore della difesa, il SISMI, l'Agenzia informazioni e sicurezza esterna e l'Agenzia informazioni e sicurezza interna. È stata vicepresidente del Comitato Consultivo del Capo di stato maggiore della difesa per il Servizio Militare Volontario Femminile dal 2000 al 2007 al Ministero della Difesa.
I suoi studi sulla storia dell'intelligence italiana sono disponibili anche sul sito del Dipartimento delle informazioni per la sicurezza (DIS).

## Incarichi
- Direttore Scientifico dell'Osservatorio Analitico[4]
- Vice Direttore del giornale on-line The HorsemoonPost[senza fonte]
- Membro del Comitato scientifico della Fondazione Giuseppe e Marzio Tricoli[1]
- Membro della Società italiana di storia militare
- Premio Nazionale "Universo Donna" 2001 per le Attività culturali
- Membro del Comitato scientifico del Centro Studi sulla sicurezza e l'intelligence[2]

## Opere
- L'Italia e le prime esperienze costituzionali in Persia (1905–1919), Napoli-Perugia, ESI, 1992.
- Gli equilibri nel Levante. La crisi di Alessandretta 1936–1939,  Ila Palma, Palermo, 1995.
- Il Levante, il Vicino e Medio Oriente. Le fonti archivistiche dell'Ufficio Storico dello Stato Maggiore dell'Esercito, SME, Ufficio Storico, Roma, 1999.
- Le missioni all'estero dei Carabinieri 1855-1935, Ente Editoriale Arma dei Carabinieri, Roma, 2001.
- Le missioni all'estero dei Carabinieri 1936-2001, Ente Editoriale Arma dei Carabinieri, Roma, 2002.
- Operazione Vespri Siciliani 1992-1998, (con Giancarlo Gay), Ufficio Storico dello Stato Maggiore dell'Esercito, Roma, 2003.
- Uomini in Uniforme, coautore con Giancarlo Gay, Rai-Eri, Roma, 2004.
- L'Esercito Italiano nel Dodecaneso 1912-1943. Speranze e realtà, Stato Maggiore Esercito, Roma, 2005.
- "Problematiche costanti nel servizio di informazione militare italiano dal 1861 al 1949", in Storia dello spionaggio, a cura di Tomaso Vialardi di Sandigliano e Virgilio Ilari, Savigliano, 2005
- Soldato per scelta. La tradizione del volontariato militare in Italia dal 1861 ai nostri giorni, Roma, Stato Maggiore Esercito, 2006
- Carte segrete dell'intelligence italiana. Vol. I: 1861-1918, Ministero della Difesa – RUD- Roma, 2006
- Carte segrete dell'intelligence italiana Vol. II: 1919-1949, Ministero della Difesa – RUD- Roma, 2007
- L'intelligence italiana dal 1949 al 1977, AISI, De Luca Editore, Roma, 2011.
- Breve storia dell'organizzazione dei Servizi d'Informazione della Regia Marina e Regia Aeronautica. 1919-1945, Ufficio Storico dello Stato Maggiore della Difesa, Roma, 2013, ISBN 978-88-98185-08-5.
- L'Arma e l'intelligence, Gnosis, Roma, 2014
- Carte segrete dell'intelligence italiana, Vol. III, IL SIM negli archivi stranieri, Ufficio storico Stato Maggiore Difesa, aprile 2014